# Станко Младеновски
Станко Младеновски (на македонска литературна норма: Станко Младеновски) е югославски политик и Председател на Събранието на Социалистическа република Македония.

## Биография
Роден е на 9 ноември 1937 година в кумановското село Врачевце. Завършва Технически университет. В периода 1974-1981 година е член на Съвета за народна отбрана Събранието на общината. В периода 1967-1971 година е член на Общинската конференция и Общинския комитет на МКП в Куманово. Между 1974 и 1981 година Младенов става член на Председателството на Социалистическия съюз на работническия народ на Македония. На 25 април 1985 година е назначен за председател на Събранието на Социалистическа Република Македония. Мандатът му трае до 28 април 1986 година.